# 筒井稚美
筒井 稚美（つつい まさみ、現姓・西口、1974年2月4日 - ）は、広島県呉市出身の元女性アイドル歌手である。
本項では扇 恵（おうぎ めぐみ）時代の活動についても記述する。

## 略歴
1991年、歌手デビュー、当時の身長が141cmという小柄な歌手であった。成人になってからは、当時の「現役成人女性芸能人中、最小身長」として有名であった。
所属芸能事務所は世田谷区駒沢に所在していたベストプロデュース（現在会社解散）である。ファンクラブはベストプロデュースの総合ファンクラブ「BESTY」(入会金2000円、年会費3000円)があった。
活動は小規模会場でのライブが中心であったため余り表舞台に出る事は無かったものの、文化放送のラジオ番組『山口良一 笑顔が一番』にレギュラー出演を行う等のメディア出演記録がある。また、三軒茶屋にあったライブハウス「欽こん館」にて定期的にライブを行い、時には他事務所のいまのまい（当時・今野舞）と合同で開催した事もあった。
1997年、事務所の後輩の加藤西里奈と「Minny」というユニットを結成した。
1999年4月、扇恵に改名。同時にアーティスト歌手に転向する。そのため活動も歌が中心となったが、これは長く続かず、同年12月に8年間の芸能生活を終えた。
その後、元マネージャーで西口秀男（通称：西口あに）と結婚。以後、西口稚美名義でネット上での活動を開始し、公式Facebookも本名名義（ただし旧姓も併記）で開設する。後にinstagramも開設した。
2021年現在、二児（長男と次男の2人）の母であり、バンドボーカルもしている。

## 人物
- ヒーリング（治癒術）の持ち主と称している。
- ライブでは悪魔風の衣装を着衣することが多い（デビルウインクの衣装が多かった）。
- その他商業情報処理1級(COBOL)、新体操、簿記2級

## 作品

### シングル
- LAST OBJECT(センチュリーレコードCEDC-10284)

収録曲
1. LAST　OBJECT～最後の審判～(作詞 一文字恵、作曲 白中あおい)
2. ETENRAKU(作詞 一文字恵、作曲 白中あおい)
3. LAST　OBJECT～最後の審判～(カラオケバージョン)
4. ETENRAKU(カラオケバージョン)

### アルバム
- 良魔 あくま（センチュリーレコードCDCC-10427）

収録曲
1. プロローグ～羅刹～(作曲 山崎雅史)
2. FIVE COUNT DOWN(作詞 一文字恵、作曲 山崎雅史)
3. 空からやってきた船(作詞 一文字恵、作曲 山崎雅史)
4. 愛に疲れて(作詞 一文字恵、作曲 山崎雅史)
5. MAGIC NIGHT(作詞 一文字恵、作曲 山崎雅史)
6. Postscript(作詞 一文字恵、作曲 山崎雅史)

## 出演

### テレビ
- 上岡龍太郎がズバリ!（TBS） - 「霊能者 vs 怒っている人」の回

## ラジオ
- 山口良一 笑顔が一番（文化放送） - 毎週金曜 午前5:20～5:30「まさみの数字占い」 リーダウズと言う力を用いて1週間の予知を告げていた

### CM
- メガネのパリーミキ